# Ensemble Rila-Rhodope

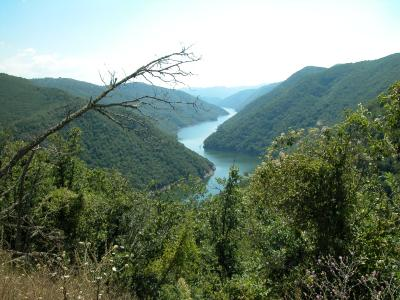
Le fleuve Mesta, dans les Rhodopes.

L'ensemble Rila-Rhodope, massif de Rila-Rhodope ou massif Macédonien-Thrace (en bulgare : Рило-Родопски масив ; en serbe : Родопске планине) est un ensemble topographique et géologique qui forme les parties internes de la ceinture orogénique alpine de la péninsule balkanique. Il s'étend entre la rivière Maritsa à l'est, les Alpes dinariques et la chaîne Šar-Pinde à l'ouest, et les Carpates-Grand Balkan au nord.
Le nom vient des massifs du Rila et des Rhodopes, les plus hauts et les plus volumineux de l'ensemble montagneux.